# Groupe de NGC 5546
Le groupe de NGC 5546 est un trio de galaxies situé dans les constellations du Bouvier et de la Vierge. La distance moyenne entre ce groupe et la Voie lactée est d'environ 113,5 Mpc (∼370 millions d'al). 

## Membres
Le tableau ci-dessous liste les trois galaxies du groupe indiquées dans l'article d'Abraham Mahtessian paru en 1998
| Nom                  | Constellation | Class. | Type         | α (J2000.0)   | δ (J2000.0) | Vitesse radiale (km/s) | m    | Distance (Mpc) | Diamètre (kal) |
| -------------------- | ------------- | ------ | ------------ | ------------- | ----------- | ---------------------- | ---- | -------------- | -------------- |
| NGC 5514 (PGC 50809) | Bouvier       | Sab    | Spirale      | 14h 13m 38.8s | 07° 39′ 34″ | 7300 ± 12              | 13,3 | 111,4 ± 7,8    | 257            |
| NGC 5546             | Bouvier       | E      | Elliptique   | 14h 18m 09.2s | 07° 33′ 52″ | 7377 ± 3               | 12,3 | 112,4 ± 7,9    | 179            |
| NGC 5549             | Vierge        | S0     | Lenticulaire | 14h 18m 38.8s | 07° 22′ 38″ | 7673 ± 3               | 12,9 | 116,8 ± 8,2    | 167            |

Le site DeepskyLog permet de trouver aisément les constellations des galaxies mentionnées dans ce tableau ou si elles ne s'y trouvent pas, l'outil du site constellation permet de le faire à l'aide des coordonnées de la galaxie. Sauf indication contraire, les données proviennent du site NASA/IPAC. 